# Система раннего предупреждения землетрясений (Япония)

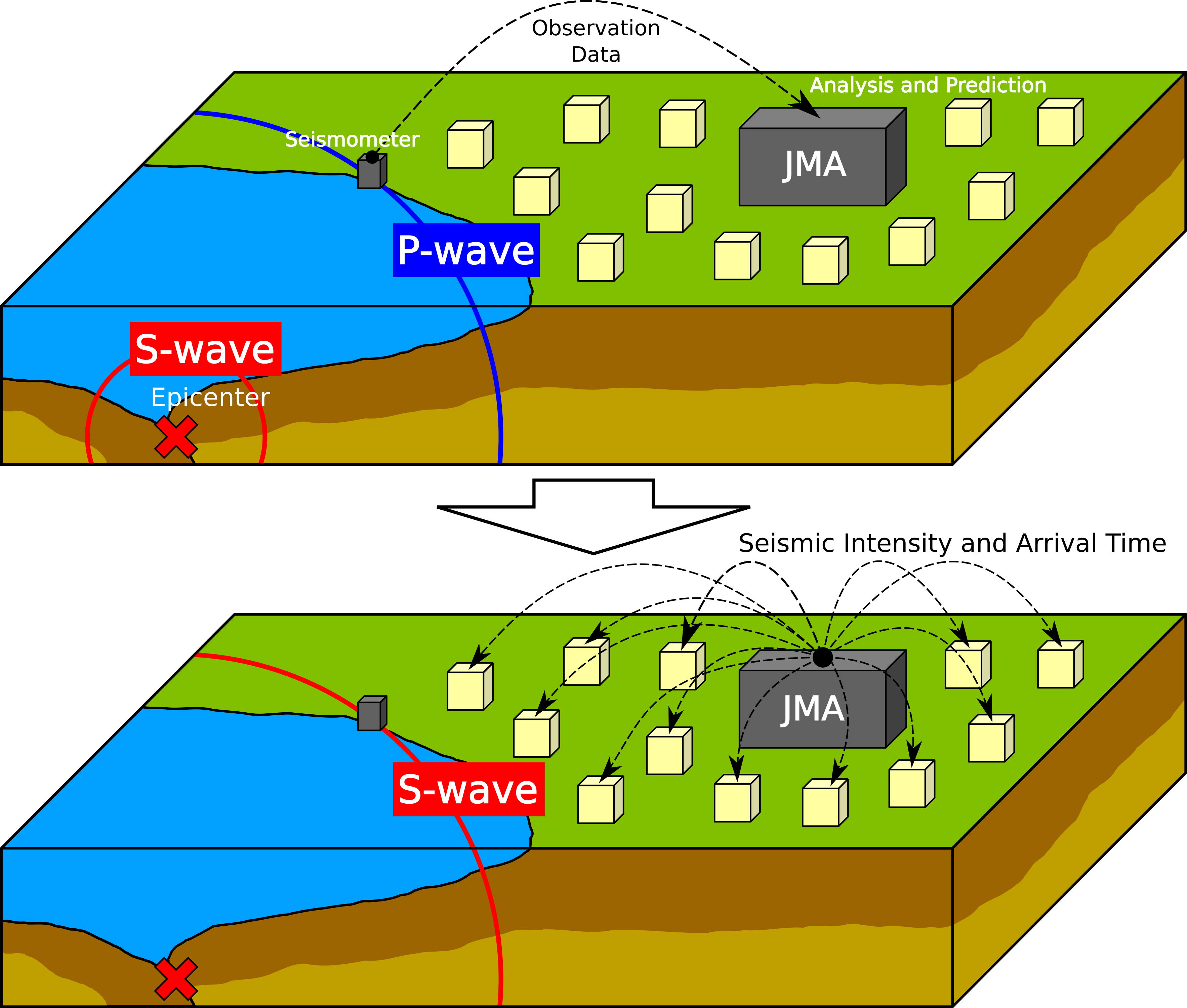
Когда два или более сейсмометров обнаруживают Р-волны (вверху), JMA анализирует показания и распределяет предупреждающую информацию, транслируемую станциями и компаниями мобильной связи, до прихода S-волн (внизу).

Общенациональная система раннего предупреждения о землетрясениях (яп. 緊急地震速報, Kinkyū Jishin Sokuhō) действует в Японии с 2007 года. За это время Метеорологическое агентство 130 раз вводило её в действие.
Согласно результатам социологического исследования, 65 % японцев расценивают общественную систему раннего оповещения о землетрясениях как полезную. Действие её основывается на том, что скорость распространения сейсмических волн не очень высока, и, чтобы достичь населенных пунктов, им может потребоваться несколько минут в зависимости от удаленности эпицентра землетрясения.
Большинство жителей островов отметили, что такие оповещения помогают им подготовиться к возможным бедствиям. Именно эта система позволила за минуту до трагических событий оповестить их в 2011 году по телевидению. Считается, что это позволило спасти множество жизней.

## Описание
В Японском метеорологическом агентстве (ЯМА) имеются две системы раннего предупреждения землетрясений (EEW): одна для широкой общественности и другая для Национальной метеорологической и гидрологической службы. При обнаружении Р-волны с двух (или более) из 4235 сейсмометров, установленных по всей Японии, ЯМА анализирует и предсказывает приблизительное местоположение эпицентра землетрясения. Это позволяет ЯМА уведомлять население пострадавших префектур по телевидению и радио, если ожидается сильное землетрясение.
Раннее оповещение о землетрясениях выдаётся для предупреждения населения, если ожидается землетрясение силой 5 баллов и выше по шкале сейсмичности Японии. Прогноз EEW (яп. 緊急地震速報(予報)) выдается Национальной метеорологической и гидрологической службе, если ожидается землетрясение силой 3 балла и выше по шкале сейсмичности Японии (или 3,5 балла и выше по шкале Рихтера), или если амплитуда Р- или S-волн показывает более 100 гал.
Система была разработана для того, чтобы свести к минимуму ущерб от землетрясения и дать людям возможность укрыться или эвакуироваться из опасных зон до прихода сильных поверхностных волн. Она используется железными дорогами для замедления движения поездов, а заводами — для остановки сборочных линий до удара землетрясения.
Эффективность предупреждения зависит от положения приёмника. После получения предупреждения человеку осталось от нескольких секунд до минуты или более, чтобы предпринять действия. В зонах, расположенных вблизи эпицентра, перед выдачей предупреждения могут возникать сильные сотрясения.
После землетрясения и цунами в Тохоку в 2011 г. система предупреждения EEW и система предупреждения о цунами в Японии были сочтены эффективными. Хотя от цунами погибло более 10 тыс. человек, считается, что без системы EEW потери были бы гораздо больше. В апреле 2011 г. чилийский заместитель министра телекоммуникаций заявил, что их страна надеется создать аналогичную систему раннего предупреждения.